# المصارعة في تركيا
تعتبر رياضة المصارعة (التركية: güreş) رياضة عريقة في تركيا ، وتمثلها في المقام الأول بطولة مصارعة الزيت السنوية Kırkpınar التي توجد جنبا إلى جنب مع العديد من أنواع المصارعة الأخرى، مثل المصارعة الشعبية المعروف بالعامية باسم (çayır güreşi) أي "مصارعة المروج") بسبب ممارستها في حقول العشب.
المصارعة المعروفة بالعامية باسم minder güreşi (مصارعة الحصيرة) تمارس على نطاق واسع.  
المصارعة اليونانية-الرومانية أقل شعبية بسبب تقارب المصارعة الحرة مع المصارعة الشعبية.
تم تأسيس جمعية قوة المصارعة التركية Turkish Power Wrestling في عام 2010.

## لمحة تاريخية
وتعتبر yağlı güreş أي مصارعة الزيت رياضة تقليدية تركية منذ العهد العثماني. استضافت أدرنة قيرق بينار (Kırkpınar) ملتقى هذا النوع من المصارعة بشكل سنوي منذ 1361. كما أن المصارعة الحرة والمصارعة اليونانية والرومانية تحظى بشعبية في تركيا، وقد حصد المصارعون الأتراك عدة جوائز وألقاب في البطولات الأولمبية سواء على المستوى الفردي أوالوطني كفريق واحد.

## أنواع المصارعة الشعبية أو الفلكلورية  التركية
الأساليب التي تمارس على الصعيد الوطني يقرها الاتحاد التركي للمصارعة: Karakucak Güreşi مثل مصارعة الزيت (بالتركية: Yağlı Güreş)
الأساليب التي تمارس بها هذه الرياضة محليًا يقرها اتحاد فروع الرياضة التقليدية في تركيا) من هذه الرياضات:
- Aba Güreşi مصارعة سترة (في هاتاي)

- Aşırtmalı Aba Güreşi مصارعة الحزام (في غازي عنتاب، أضنة، عثمانية)
- Kısa Galvar Güreşi في كهرمان مرعش

- Kuşak Güreşi أو Tatar Güreşi

```
Kar üstü Karakucak Güreşi
```

- ألفار غوريشي
- تورون أباسي
- سيا أبا
- بوز آبا
- كيرميزي أبا
- ماراس أباسي
- أورفا عباسي
- تشوها عباسي
- هاميس عباسي

## المصارعة الدولية
أقيمت بطولات الفبفا للمصارعة، FILA World Wrestling World في تركيا أعوام 1957 و 1974 و 1994 و 1999 و 2011. وفاز الفريق التركي ببطولة حرة للرجال في 1951 و 1954 و 1957 و 1966 و 1994؛  وفاز ببطولة الرجال اليونانية الرومانية في عامي 2006 و 2009.

## وصلات خارجية
- Türkiye Geleneksel Spor Dalları Federasyonu - Branşlar
- Ata Sporu Güreş
- Greko-romen güreşi biliyor musunuz?
- Türkiye Güreş Federasyonu - Yağlı Güreş
- Türkiye Güreş Federasyonu - Karakucak